# X-Rated Critics Organization
La X-Rated Critics Organization (abrégé en XRCO) est une organisation américaine de critiques et de rédacteurs de l’industrie pornographique qui organise les XRCO Awards qui récompensent chaque année des personnalités de l'industrie pornographique.

## Histoire
La X-Rated Critics Organization a été fondée en 1984 par Jim Holliday , lui-même critique et historien du cinéma pornographique, pour permettre aux critiques et aux rédacteurs de l'industrie du divertissement pour adultes de participer à la sélection des meilleurs films X de l'année. L'objectif était de récompenser les interprètes, les œuvres d'excellence, en reconnaissant spécifiquement les qualités uniques des films sexuellement explicites. À l'origine, l'association comptait parmi ses membres des rédacteurs de Los Angeles, de New York et de Philadelphie. 
En 2005, la XRCO a accueilli son premier confrère européen.
Président de la XRCO de 1984 à 2004, Jared Rutter s’est retiré de ses fonctions de président après avoir pris son nouveau poste d’éditeur chez Adult Video News. Il reste néanmoins « président d’honneur » en reconnaissance de son travail passé.

## XRCO Awards
Les premiers prix XRCO ont été décernés à Hollywood le 14 février 1985. La pratique initiale consistant à remettre les prix le jour de la Saint-Valentin a été maintenue jusqu'en 1991. 
Aujourd'hui, la cérémonie de remise des prix XRCO est un événement détendu et discret, qui ressemble davantage à une grande fête qu'à une présentation formelle, et elle a lieu généralement au printemps ou au début de l'été de l'année. Il s'agit de la seule remise de prix dans le domaine du divertissement pour adultes qui ne soit pas ouverte au grand public. 
L'admission se fait uniquement sur réservation ou sur invitation pour les artistes reconnus, les autres membres de l'industrie adulte et les membres votants de la XRCO. L'événement annuel rassemble généralement entre 400 et 600 personnes.
Après un passage sur tapis rouge, les prix XRCO sont décernés dans quelque 30 à 40 catégories. Ces catégories vont du Hall of Fame aux catégories traditionnelles du type « Meilleur film », en passant par les récompenses propres à la XRCO et celles qui honorent les réalisations d'artistes individuels (par exemple, « Unsung Siren », « Unsung Swordsman »).